# مايلز كونواي مور
مايلز كونواي مور (بالإنجليزية: Miles Conway Moore)‏ هو سياسي أمريكي، ولد في 17 أبريل 1845 في الولايات المتحدة، وتوفي في 18 ديسمبر 1919 في والا والا في الولايات المتحدة. حزبياً، نشط في الحزب الجمهوري. وقد انتخب Governor of the Territory of Washington ‏ (9 أبريل 1889 – 11 نوفمبر 1889).